# William Pye (cónego)
William Pye (falecido em 1557) foi decano de Chichester de 1553 a 1557, um cónego de Westminster de 1554 a 1556 e um cónego de Windsor em 1557.

## Carreira
Ele foi um membro do Oriel College, Oxford em 1529. Ele foi nomeado diretor do St Mary Hall em 1537.
Ele foi nomeado:
- Arquidiácono de Berkshire em 1545
- Cónego da Catedral de Lichfield em 1550
- Cónego da Catedral de Wells em 1553
- Deão de Chichester de 1553 a 1557[3]
- Prebendário da Abadia de Westminster 1554
- Reitor da Igreja de Santa Maria, Chedzoy 1554

Ele também foi vice-presidente do Conselho nas marchas do País de Gales.
Ele foi nomeado para a primeira bancada na Capela de São Jorge, no Castelo de Windsor, em janeiro de 1557, e morreu em setembro daquele ano.